# Multimedialità
La multimedialità è una forma di comunicazione caratterizzata dalla compresenza e interazione di più linguaggi (testi scritti, immagini, suoni, animazioni) in uno stesso supporto o contesto informativo. Il termine, composto dai termini latini multi- e media (plurale di medium = "mezzo", qui inteso come dispositivo di elaborazione delle informazioni), si è diffuso tra la fine degli anni ottanta e l'inizio degli anni novanta.
Nel corso degli anni, il termine "multimedialità" ha assunto molteplici connotazioni. Secondo Roberto Maragliano, la multimedialità può essere intesa come la confluenza di tre tradizioni mediali e culturali: quella della stampa, caratterizzata da oggettività, analiticità, sistematicità e chiusura; quella dell'audiovisione, dove sono presenti la soggettività, la globalità, l'apertura; quella dell'interattività, dove l'utente ha una funzione co-autoriale. Anche la ricerca psicologica ha contribuito ad ampliare il significato del termine, distinguendo due forme di multimedialità: come formato di presentazione che utilizza più canali sensoriali; come processo cognitivo che consente l'acquisizione di nuove conoscenze.

## Descrizione
Si parla di "contenuti multimediali", in ambito informatico, quando per comunicare un'informazione riguardo a qualcosa ci si avvale di molti media, cioè mezzi di comunicazione di massa, diversi: immagini in movimento (video), immagini statiche (fotografie), musica e testo. 
Ad esempio, un'enciclopedia multimediale (come Wikipedia) permette di associare ad ogni voce non solo la sua spiegazione testuale, ma anche immagini, disegni esplicativi, filmati, suoni, commenti audio, collegamenti, ecc.
Grazie alle potenzialità espressivo-comunicative, la multimedialità si è diffusa in ogni settore della cultura e società, dall'educazione al gioco, dalla documentazione allo spettacolo ecc. coinvolgendo ogni forma di comunicazione, anche se viene sempre più riferita o perfino fatta coincidere con i new media e il web, considerati multimediali fin dall'origine e per loro stessa natura.
Marco Lazzari propone una classificazione di diversi tipi di multimedialità, a partire da casi che possono non essere necessariamente in ambito informatico:
- multimedialità debole, che viene ottenuta per giustapposizione di mezzi e linguaggi e non per integrazione; per esempio, quando un gruppo di persone discorrono mentre guardano diapositive e al contempo ascoltano musica;
- multimedialità intrinseca, per esempio quella dei fumetti, dove è proprio nella natura e nel nome stesso dei fumetti che si può ravvisare l'idea di multimedialità, data dalla compresenza di disegno e di testo;
- multimedialità additiva, quando al linguaggio usato originariamente per la realizzazione di una certa opera se ne sovrappone un altro, come nel caso del cinema muto, con i film accompagnati nella sala di proiezione da un pianista o da un’orchestra, oppure nel caso dei film a cui vengono sovrapposti sottotitoli;
- multimedialità nativa, come nel caso dei film dell’era del sonoro, che su uno stesso supporto (pellicola o disco) hanno registrati immagini e suoni;
- multimedialità ristretta (al mondo digitale), quando convergono in un contesto comunicativo (per esempio la pagina web) molteplici linguaggi e formati digitali per testi, immagini, audio, video;
- multimedialità interattiva, quando assume un ruolo significativo l'interazione tra utente e sistema, come nel caso della navigazione nel Web, oppure con i videogiochi, i gameBooks, gli E-books, i navigatori satellitari o con la realtà aumentata e virtuale.

### Oggetti multimediali
Per capire quando possiamo definire multimediale un oggetto o testo e poiché oggi si utilizza il termine multimedialità spesso in modo ambiguo, Giovanna Cosenza propone di chiarirlo attraverso il concetto semiotico di testo sincretico, ovvero un testo in cui la stessa istanza di enunciazione mette in gioco una pluralità di linguaggi di manifestazione, cioè più sistemi semiotici eterogenei. Spiega inoltre che il termine multimedialità è utilizzato in senso ristretto, intendendola come multisensorialità per l'utilizzo di molti canali sensoriali e molte oggetti espressivi, e in senso lato, come forma di comunicazione che si realizza attraverso una pluralità di media combinati in modo da generare una comunicazione nuova fruita in maniera multisensoriale, ma all'interno di una strategia unitaria.
Fino a pochi anni fa, multimediali erano comunemente definiti i CD-Rom e/o DVD in cui immagini, testo e suoni, combinati insieme, creavano un unico supporto da "leggere" unicamente su un computer. Oggi la multimedialità è molto di più: Internet e una maggiore capacità di gestire contenuti multimediali hanno trasformato il personal computer in un Mass Medium capace di trasformarsi in TV, radio o telefono, oltre che in libro o in macchina fotografica. Oggi, quindi, per multimedia non si intende più un contenuto legato a un'unica tipologia di supporto, ma un'informazione fruibile, condivisibile e modificabile ovunque e su diversi dispositivi, dal computer al palmare, al telefono, alla LIM (lavagna interattiva multimediale) recentemente entrata a far parte dei nuovi sussidi didattici multimediali della scuola italiana.

### Multimedialità e interattività
Talvolta la multimedialità viene erroneamente fatta coincidere con l'interattività. La confusione nasce dal fatto che spesso la multimedialità è affiancata dall'interattività: ad esempio, la citata enciclopedia multimediale sarà molto probabilmente anche interattiva, ovvero permetterà all'utente di interagire con essa (ovvero comunicare delle indicazioni al programma che gestisce l'enciclopedia, tramite il mouse o la tastiera, e ricevere da esso delle risposte sul monitor); in questo modo, l'utente potrà "dire" all'enciclopedia se di un certo lemma vuole la definizione testuale, oppure vuole vedere i filmati associati, o le foto, o ascoltare l'audio, ecc.
Del resto la progressiva sovrapposizione tra multimedialità e interattività rientra nel processo di convergenza che i nuovi media digitali portano con sé: una sempre maggior emulazione e simulazione dell'interazione comunicativa tra individui. In senso proprio si può quindi parlare di multimedialità interattiva solo laddove vi sia un sistema che stabilisce con il suo utente una relazione simile al dialogo prototipico - come studiato dal campo disciplinare denominato HCI, Human Computer Interaction (Interazione uomo-computer).
In ogni caso, pur nella loro diversità, multimedialità e interattività sono componenti o elementi nuovi ed essenziali dei servizi della Rete Internet all'interno del cosiddetto Web 2.0 ovvero del paradigma del Web dinamico.

### Multimedialità e ipertestualità
Altro termine che spesso crea confusione parlando di multimedialità è l'ipertestualità: l'ipertestualità è la caratteristica di un documento di utilizzare la struttura dell'ipertesto; il prefisso iper sta ad indicare la maggiore valenza di un documento ipertestuale rispetto a un documento tradizionale (cartaceo), dovuta al fatto che un documento ipertestuale non deve essere obbligatoriamente letto in modo sequenziale, ma si può saltare da una parte all'altra senza seguire nessun ordine prestabilito. Per intenderci, la differenza tra un testo classico e un ipertesto è la stessa che passa tra un'audiocassetta e un compact disc: nel primo caso, per ascoltare un qualunque brano dovremo prima posizionarci opportunamente sul punto desiderato del nastro, mentre nel secondo potremo in qualunque momento ascoltare il primo, l'ultimo o un qualunque altro brano.
A questo proposito, si utilizza a volte il neologismo "ipermediale" o "ipermedialità" per indicare più precisamente la fusione dei contenuti multimediali in una struttura ipertestuale. Nicholas Negroponte  sosteneva che il concetto di multimedialità includesse necessariamente idee come passare facilmente da un mezzo all'altro, dire la stessa cosa in modi diversi, trovando uno sbocco naturale in interfacce multi-modali.

### Multimedialità, insegnamento ed apprendimento
Sono ormai in molti a sostenere gli innumerevoli vantaggi che la multimedialità offrirebbe per favorire e migliorare l'apprendimento: i sistemi ipermediali sarebbero in grado di fornire rappresentazioni della conoscenza sfruttando differenti sistemi simbolici, permetterebbero di individuare e sviluppare prospettive di lavoro molteplici e diversificate, favorirebbero una migliore autoregolazione nell'apprendimento.
La multimedialità all'interno di una prospettiva integrata, sistemica, può essere pensata per formare: con la multimedialità, alla multimedialità, attraverso la multimedialità, nella multimedialità, sulla multimedialità. Queste le prospettive presentate:
- Formare con la multimedialità: da sempre in atto anche nella formazione di tipo tradizionale, prevede l'utilizzo della multimedialità per rendere meno monotono l'insegnamento; si traduce in una rottura della lezione frontale e in un innalzamento dei livelli medi di attenzione.
- Formare alla multimedialità: quando si utilizza la multimedialità per costruire ipermedia. Questo sistema, cambia la prospettiva pedagogica dell'insegnamento-apprendimento, in quanto promuove una pedagogia della diversità intesa come valore aggiunto.
- Formare attraverso la multimedialità: opportunità di utilizzare strumenti per favorire l'alfabetizzazione dei soggetti ai linguaggi non verbali e/o possibilità di mettere a confronto prospettive, modi di pensare diversi utilizzando la multimedialità.
- Formare nella multimedialità: si fa riferimento alla formazione a distanza, oggi definita anche "on line education". La multimedialità diviene "ambiente di apprendimento", il docente un "facilitatore".
- Formare sulla multimedialità: individua la multimedialità come oggetto di riflessione, per promuovere nei soggetti in formazione atteggiamenti corretti e consapevolezza critica, intesa come risultato di un percorso personale che prevede "attività di lettura critica" della multimedialità e "attività di analisi critica" del suo consumo.

I media digitali non sono solamente strumenti didattici. L'utilizzo dei nuovi media genera delle vere e proprie trasformazioni nel recepire, trasmettere e organizzare le informazioni sia nei docenti che nei discenti. È necessario considerare come le tecnologie provochino modificazioni nell'organizzazione della mente e analizzare i conseguenti cambiamenti che avvengono nei processi della conoscenza e della comunicazione. Queste trasformazioni, approfondite dallo studioso Derrick de Kerckhove che ha introdotto il concetto di “cervello cibernetico”, impongono un ripensamento delle funzioni cognitive della mente e di conseguenza delle modalità stesse di insegnamento/apprendimento
La multimedialità favorisce l'apprendimento immersivo. I giovani vivono in un ambiente sonoro, caratterizzato dal sistema dei media (tv, radio, telefono...), di conseguenza apprendono molto spesso anche inconsapevolmente mediante la partecipazione e condivisione di contenuti audio/video. Questa tipologia di apprendimento multimediale si differenzia nettamente da quello monomediale che avviene per astrazione, infatti l'apprendimento “gutenberghiano” è caratterizzato dalla tecnologia visiva, scrittura e stampa, che ha catapultato il mondo nel silenzio. Pertanto la galassia multimediale ha restituito l'oralità, modificando anche le modalità di apprendimento. 
L'uso dei nuovi media muta anche l'ambiente scolastico, considerato cross-mediale perché l'ampliamento dei new media “costringe” necessariamente la scuola a rivedere non solo i metodi didattici, considerati ormai obsoleti, ma anche gli ambienti e spazi di apprendimento. Il digitale introduce delle novità nel ruolo dei soggetti coinvolti formatore/formando ma anche una rivisitazione della “cassetta degli attrezzi”.
Le caratteristiche dello spazio ridefinito possono essere riassunti nei seguenti punti: 
- la didattica svolta in aula implica presenza, mentre utilizzando ambienti multimediali lo spazio didattico assume una nuova dimensione perché la lezione si svolge in uno spazio "aperto". Questo comporta una nuova forma di interazione tra i soggetti: i ruoli definiti in presenza si trasformano, il docente non è più una figura “centrale”, il suo ruolo cambia verso quello di facilitatore. La comunicazione tra i membri della classe virtuale si trasforma passando dallo schema gutenberghiano, che prevedeva la comunicazione basata sul principio uno a molti, a quello reticolare molti-molti.
La concentrazione/dispersione è un'altra caratteristica che differenzia la didattica tradizionale da quello fruibile on-line, e in un ambiente multimediale. Si va da una concentrazione data dall'utilizzo del libro, alla dispersione dovuta alla molteplicità dei contenuti dell'attività formativa. 
Gli insegnanti, sono tenuti a rinnovare gli strumenti didattici quali penna, carta, lavagna, gessetti, in virtù dei nuovi media, integrandoli con e-book, computer, LIM, ecc.
Nell'ambito della multimedialità esistono osservazioni ed indagini che hanno evidenziato alcuni effetti negativi sul ricordo e sulla comprensione, conseguenti alla somministrazione del materiale in un formato multimediale. Una spiegazione possibile è che la multimedialità, pur offrendo nuovi modi di esprimere i contenuti, spesso viene utilizzata con l'unico scopo di rendere maggiormente attraente il materiale, in modo da focalizzare su di esso l'attenzione del destinatario del messaggio, ma ignorando le seguenti condizioni che sono alla base dei principi dell'apprendimento multimediale enunciati da Richard E. Mayer:
- Contiguità spaziale: gli studenti apprendono meglio quando le parole e le immagini corrispondenti sono presentate vicine;
- Contiguità temporale: gli studenti apprendono maggiormente quando parole e immagini sono presentate nello stesso momento, poiché saranno più in grado di mantenere le rappresentazioni mentali insieme nella memoria attiva e di connetterle;
- Coerenza: gli studenti imparano di più quando il materiale interessante ma non rilevante per il tema trattato – testo, figure, suoni - è escluso dalla presentazione;
- Modalità: gli studenti apprendono di più quando il messaggio multimediale è presentato come testo parlato piuttosto che scritto;
- Ridondanza: gli studenti apprendono maggiormente da animazioni e narrazioni piuttosto che da animazioni, narrazioni e testo.

### Multimedialità e formazione
Tra i soggetti che per primi in Italia si interessarono di fornire conoscenze e preparazione adeguata in questo settore si annovera l'Università Popolare di Biella,che nel 1995 iniziò una serie di corsi di formazione sulla multimedialità utilizzando gli strumenti che a quel tempo erano disponibili, avvalendosi dell'opera di tre docenti e di un laboratorio di tecnologie multimediali.
Il Laboratorio era stato progettato dall'ing.Carlo Mosca di Santhià, progettista di Voice Tutor, Self multimedia System, Media Mixer, e di un Tutorial di Formazione a distanza e continua.
Per facilitare l'apprendimento furono approntate dai docenti alcune utili dispense.
I corsi usufruirono anche del finanziamento della Regione Piemonte e del Ministero per i beni e le attività culturali, da cui l'Università Popolare di Biella era riconosciuta come Istituto di Cultura Generale.
Anche la consorella Università Popolare Subalpina seguì questo modello e in breve molti studenti e docenti si avvicinarono a questo settore che dischiudeva importanti orizzonti anche all'attività didattica.

### Multimedialità e mercato
Secondo una ricerca presentata dalla Rai al 5° Forum mondiale della Tv, al Palazzo dell'ONU a New York, dedicata all'analisi delle nuove opportunità create dalla convergenza multimediale, i mercati europei della comunicazione valgono il 25 - 30% dei mercati mondiali, mentre nel settore dell'industria musicale rappresentano il 34% circa del valore complessivo mondiale. Nel mercato dell'elettronica di consumo, l'Europa totalizza il 22% del totale degli affari mondiali, mentre nel settore del broadcasting televisivo si arriva al 28% del mercato mondiale e nel settore radiofonico al 30%.
Un interessante studio sulla convergenza multimediale e apertura dei mercati espone le prospettive, i problemi, e le soluzioni della rivoluzione digitale che chiama in causa la convergenza multimediale da un punto di vista tecnologico e normativo.

## Studi sulla multimedialità
Precursori delle tematiche della multimedialità, in quanto fondatori del campo di studi sui media, sono stati Walter Lippmann, Harold D. Lasswell, Kurt Lewin, Joseph T. Klapper, Paul Lazarsfeld, Edgar Morin, Marshall McLuhan, Jean Baudrillard. 
Ma lo studio dei media legati alla multi-medialità ottiene una sua specifica attenzione soprattutto a partire dall'introduzione dei cosiddetti new media, ovvero i media che sfruttano la versatilità e la potenza dei processi di digitalizzazione dell'informazione e della comunicazione. Pierre Lèvy ha approfondito l'impatto delle nuove tecnologie dell'informazione e comunicazione sulle società contemporanee e coniato il termine intelligenza collettiva. Lev Manovich si è interessato agli aspetti linguistici e semantici, con particolare attenzione al cinema.
Negroponte ha tematizzato il digitale come dimensione pervasiva del vivere contemporaneo. Jan van Dijk ha approfondito gli aspetti sociologici legati alla cosiddetta CMC (comunicazione mediata dal computer), James E. Katz ha sviluppato studi sulla multimedialità unita alla Mobile Communication, Henry Jenkins ha introdotto il concetto di intermedialità, focalizzando l'attenzione sui processi di integrazione e convergenza che stanno avvenendo grazie alla digitalizzazione dell'informazione.
Un altro autore che si è interessato di multimedialità è Richard E. Mayer, il quale sostiene che l'apprendimento viene favorito e supportato dall'utilizzo degli strumenti multimediali.

## Evoluzione
Con il termine multimedialità si fa riferimento ad ambienti che permettono l'utilizzo di altri sistemi simbolici oltre il testo stampato (parola scritta e immagine statica). La nascita del cinema e, successivamente, della televisione hanno consentito la creazione di ambienti multimediali veri e propri mediante l'utilizzo di immagini dinamiche e di suoni. Più recentemente, negli ultimi due decenni, la multimedialità ha subito trasformazioni verso due distinte direzioni che Calvani definisce "singolarizzazione" e "ipermedializzazione". Con il primo termine si intende il cambiamento che ha consentito uno spazio crescente all'attività del soggetto, mediante il passaggio da una multimedialità "fruita" (cinema, televisione) ad una multimedialità "costruita" intesa come ambiente di scrittura e di espressione personale. Con ipermedializzazione si fa riferimento alla dimensione "iper" ossia la possibilità di navigare o allestire più piste possibili non più solo unidirezionali.
I media considerati nella loro evoluzione storica possono essere concepiti come un "processo continuo", nel quale le nuove tecnologie diventano "ambienti di riproduzione" per le tecnologie più vecchie. La multimedialità può allora essere descritta come un sistema continuo composto di tecnologie di tipo informatico e telematico, di reti di distribuzione, prodotti off line, che riutilizzano i vecchi media digitalizzandoli.
Già nel 1995 Nicholas Negroponte preconizzava che quando tutti i media sarebbero divenuti digitali si avranno due risultati fondamentali: i bit si potranno mescolare facilmente, rendendo pervasiva la ricombinazione multimediale; nascerà un nuovo tipo di bit che parlano di altri bit, come etichette (oggi li chiamiamo tag); ne deriverà un altro cambiamento radicale nel panorama dei media.
L'inevitabile evoluzione che sta riformulando il concetto di multimedialità è quindi quella dei cosiddetti nuovi media, ovvero quell'insieme di mezzi di comunicazione che utilizzano il linguaggio digitale nella codifica delle informazioni, che offre enormi vantaggi in termini di modularità, variabilità, interattività e automazione. Altri autori parlano di emergere di rich media - visibili ad esempio nei formati pubblicitari online che fanno uso di audio, video, animazioni e tecnologia e che quindi vanno oltre i comuni banner grafici o i link testuali - in cui si evidenzia l'obiettivo di creare un'esperienza sempre più interattiva e coinvolgente per il fruitore, organizzata secondo modalità che non si potrebbero ottenere con i singoli mezzi considerati separatamente, seguendo quello due dei principi guida dell'evoluzione dei media, ovvero la metamorfosi e l'ibridazione.
Dal 2016 , grazie all'evoluzione delle tecnologie di codifica e alla diffusione capillare dei dispositivi mobili, è diventato possibile accedere a contenuti multimediali nel mondo reale semplicemente scansionando un QR code. Questa modalità di interazione rappresenta una delle più recenti forme di multimedialità, che integra i mezzi digitali con l'ambiente fisico, creando ambienti ibridi e interattivi. Attraverso questa tecnologia, gli utenti possono ottenere informazioni, visualizzare video, ascoltare audio o interagire con contenuti digitali in modo immediato e diretto, senza bisogno di connessioni complesse o dispositivi specializzati. Questa innovazione ha ampliato le possibilità di comunicazione e interazione, rendendo il mondo reale un’estensione dei sistemi multimediali digitali.

### Multimedialità in rete
La multimedialità è divenuta un componente essenziale nei servizi offerti della Rete Internet all'interno del cosiddetto Web 2.0 e del paradigma del Web dinamico. I contenuti multimediali richiedono però una grande richiesta di banda poiché le immagini e più in generale le immagini in movimento (video) contengono una grande quantità di informazione rispetto a dati e audio. La diffusione dei contenuti multimediali audio-video (es. video sharing, IPTV, streaming video, streaming audio ecc.) è resa quindi possibile dalla parallela diffusione di tecniche di compressione dati, sempre più efficaci, che riducono l'informazione ridondante associata alla trasmissione permettendo l'abbassamento del bit-rate associato cioè dunque l'uso di una banda minore, evitando la saturazione della capacità trasmissiva della rete. Inoltre i contenuti multimediali, come tutti gli altri contenuti Internet, possono fluire in best-effort cioè tramite semplice protocollo IP oppure con qualità di servizio garantita (es. tramite architetture Intserv o Diffserv) laddove sono richieste garanzie sulle specifiche di trasmissione a favore dell'utente (es. IPTV).